# براندر كريغهيد
براندر كريغهيد هو لاعب كرة قدم كندية كندي، ولد في 8 سبتمبر 1990 في بيلفي في كندا.